# Idwal Foel
Idwal ab Anarawd, beter bekend als Idwal Foel (Idwal de Kale) (overleden 
942) was koning van Gwynedd van 916 tot zijn dood.
Idwal was een kleinzoon van Rhodri Mawr en zoon van Anarawd ap Rhodri. Toen Anarawd overleed in 916, volgde Idwal hem op als koning van Gwynedd. Idwal was verbonden met koning Athelstan van Wessex, maar zijn banden met Athelstan waren minder nauw dan die van zijn tegenpool in Zuid-Wales, zijn neef Hywel Dda. In 942, wellicht uit angst dat de Engelsen Hywel tegen hem wouden steunen, kwam hij tegen hen in opstand. Zowel Idwal als zijn broer Elise kwamen om in de opstand.
Hywel Dda maakte gebruik van de dood van Idwal om Gwynedd binnen te vallen en er de macht te grijpen. Pas na de dood van Hywel wisten Idwals zonen Iago en Ieuaf het koningschap op zich te nemen.